# سامسونگ اس‌جی‌اچ-تی۵۵۹
سامسونگ اس‌جی‌اچ-تی۵۵۹ یک‌نمونه از گوشی‌های تلفن همراه سری T شرکت سامسونگ می‌باشد که توسط همین شرکت به بازار عرضه شده‌است.